# Багно (Замойський повіт)
Багно (пол. Bagno) — село в Польщі, у гміні Звежинець Замойського повіту Люблінського воєводства.
Населення — 354 особи (2011).
У 1975-1998 роках село належало до Замойського воєводства.

## Демографія
Демографічна структура станом на 31 березня 2011 року:
|          | Загалом | Допрацездатний вік | Працездатний вік | Постпрацездатний вік |
| -------- | ------- | ------------------ | ---------------- | -------------------- |
| Чоловіки | 184     | 46                 | 119              | 19                   |
| Жінки    | 170     | 29                 | 102              | 39                   |
| Разом    | 354     | 75                 | 221              | 58                   |